# Deux jumelles
Pour les articles homonymes, voir Les Jumelles (homonymie).
Deux jumelles (titre original : St. Clare's), est une série britannique de six romans pour la jeunesse écrite par Enid Blyton — la créatrice de Le Club des Cinq —  publiée au Royaume-Uni de 1941 à 1945 aux éditions Egmont Books Ltd.
En France, elle est parue de 1964 à 1965 aux éditions Hachette dans la collection Idéal-Bibliothèque. En 2014, Hachette réédite la série sous le titre Les Jumelles dans la collection Bibliothèque rose (Les classiques de la Rose).
En 2000, Pamela Cox écrit deux volumes supplémentaires à la série (Third Form at St. Clare's et Sixth Form at St. Clare's). En 2008, les éditions Cox publient un troisième livre (Kitty at St Clare's). Tous trois sont inédits en France.

## Thème de la série
La vie quotidienne de deux sœurs jumelles irlandaises, Isabelle et Patricia O'Sullivan, au pensionnat pour jeunes filles "Saint-Clair" (St. Clare's en VO).

## Les personnages
- Isabelle et Patricia O' Sullivan, sœurs jumelles.
- Alice O'Sullivan (Alison en VO), leur cousine, une poseuse.
- Florence Arnold, la sournoise.
- Carlotta, la sauvageonne.
- Claudine, une Française, nièce du professeur de français.
- Miranda, la musicienne.
- Mary-Ann, la poétesse.
- Cora, la gloutonne.
- Sadie Greene, la riche américaine.
- "Mam'zelle", le professeur de français.
- Mme Théobald, la directrice

## LesDeux jumellesen Allemagne
Connue sous le titre Hanni und Nanni, la série est restée très populaire en Allemagne. Vingt-et-un romans supplémentaires ont été publiés par des auteurs allemands pendant les années 70-80. Plusieurs changements ont été effectués pour rendre les romans plus proches du public allemand : St. Clare, par exemple, devenait Lindenhof. Ces romans ont, à leur tour, mené à la création de pièces radiophoniques (66 à ce jour) et à trois films sortis respectivement en 2009, 2012 et 2013, dans lesquels les jumelles Jana et Sophia Münster jouaient les rôles-titres,,.

## Liste des titres
Note : la 1re date est celle de la 1re édition française. Les résumés ci-dessous figurent sur les livres.
- Deux jumelles en pension (1964) ; (nouveau titre français en 2014 : Les jumelles à Saint-Clair)

- Deux jumelles et trois camarades (1964) ; (nouveau titre français en 2014 : Les jumelles ne sont pas des anges)

- Deux jumelles et une écuyère (1965) ; (nouveau titre français en 2014 : Les jumelles et la mystérieuse cavalière)

- Hourra pour les jumelles (1965) ; (nouveau titre français en 2015 : Les jumelles font leur numéro)

- Claudine et les deux jumelles (1966)

- Deux jumelles et deux somnambules (1966)

## Adaptation
- 1991 : Les Jumelles à St. Clare (Mischievous Twins: The Tales of St. Clare's (en))[4], série d'animation japonaise[5].

## Sources
- Bibliothèque nationale de France (pour la bibliographie)
- (en) The Enid Blyton Society: Malory Towers